# La Brûlatte
La Brûlatte är en kommun i departementet Mayenne i regionen Pays de la Loire i nordvästra Frankrike. Kommunen ligger i kantonen Loiron som tillhör arrondissementet Laval. År 2022 hade La Brûlatte 674 invånare.

## Befolkningsutveckling
Antalet invånare i kommunen La Brûlatte
| Referens: INSEE |